# 탈번
탈번(일본어: 脱藩, だっぱん)은 에도 시대에 사무라이가 일본의 번을 벗어나 낭인이 되는 것을 말한다.

## 개요
전국 시대에는 주군을 배반하는 행위가 흔하게 발생했지만, 에도 시대에 접어들어 '탈번은 신하가 주군을 배반하는 것으로서 용서할 수 없는 행위'라는 풍조가 강해져 토벌대가 파견되는 경우도 있었다. 이는 탈번 낭인을 통해 군사 기밀이나 권력 다툼이 공공연하게 드러나 번과 번주에게 있어서는 치명적이었던 개역(改易, 에도 시대에 사무라이를 파면하고 집과 영지를 몰수하던 형벌)이 빈번했던 것도 한 요인이었다.

## 역사
하지만 에도시대 중기 이후 평화로운 시대로 접어들어 군사 기밀의 의미가 없어졌고, 만성적인 재정난 때문에 가신이 녹봉을 버리고 떠나는 일이 사실상 주요한 관리 뿐만이 아니라도 자유로운 상황이 되었다. 더욱이, 그러한 경우에 법적인 절차를 밟는 것이 주요하게 되었고, 이에 따르지 않고 무단으로 탈번한 경우는 결락(欠落, かけおち)죄로 취급해 가문과는 단절되고 재산은 몰수되었다. 탈번을 했다가 잡혀오면, 경우에 따라선 사형에 처하기도 하였다.
막부 말기에는 존왕양이 세럭이 융성했고 번에 있으면 자유로이 행동할 수 없었기 때문에, 탈번하여 에도와 교토를 정치적 중심지로 두고 여러 번의 무사들과 서로 교류하여 뜻을 세우려는 무사들이 많았다. 번 측에서도 탈번한 낭인들을 묵인하는 경우가 많았다. 역사적으로 주요한 탈번 낭인들로는, 조슈번의 요시다 쇼인과 다카스기 신사쿠, 도사번의 사카모토 료마와 나카오카 신타로(中岡慎太郎) 등이 있다. 또한 처벌이 심하지 않았던 조슈 번에서는 다카스기 신사쿠와 같이 상습적으로 탈번하는 자들도 있어서, 탈번 횟수가 5~6회나 되는 자들도 있었다고 한다. 이러한 탈번 낭인들이 내세운 이념은 후에 메이지 유신으로 이어지게 되었다.

## 같이 보기
- 로닌
- 사무라이
- 사카모토 료마
- 일본의 번